# ヴィタリ・クトゥザウ
ヴィタリ・ウラジミラヴィチ・クトゥザウ（ベラルーシ語: Віталь Уладзіміравіч Кутузаў、1980年3月20日 - ）は、ベラルーシの元サッカー選手。元ベラルーシ代表。ポジションはFW。

## クラブ歴
FCスラヴィア＝マズィルで選手となり、FC RUORミンスク、FC BATEボリソフに在籍した。2001年にセリエAのACミランに移籍したが、2001-02シーズンの出場機会は乏しく在籍半年で僅か2試合の出場に終わった。2002-03シーズンはプリメイラ・リーガのスポルティング・クルーベ・デ・ポルトゥガルにレンタル移籍し、カップ戦や国際試合も合わせて30試合7得点の結果を残した。しかし翌2003-04シーズンにはセリエBのUSアヴェッリーノ1912にレンタルに出された。彼自身は1シーズンで43試合に出場し15得点の活躍を見せ、サポーターからも高評価であったが、クラブはセリエC1に降格となった。
この活躍を見たセリエAのUCサンプドリアが彼の獲得に動き、2004年にミランから権利の半分を150万ユーロで購入、2008年までの契約を締結した。加入直後の2004-05シーズンは32試合4得点の結果であった。後に残り半分の権利もミランから100万ユーロで購入した。
2006年6月20日にFCパルマがサンプドリアから全権利を買い、3年契約を締結。しかし2007年7月にはセリエBに昇格したピサ・カルチョに1年のレンタル移籍となった。その後パルマに復帰。2009年にFCバーリ1908に移籍し、2012年まで在籍した。

## 代表歴
2002年4月17日に行われたハンガリー代表との親善試合でベラルーシ代表初出場、この試合で2得点をあげて代表初得点も達成した。

## 個人成績
代表での得点一覧
| #  | 日附           | 場所                                                       | 対戦相手       | 得点 | 結果 | 大会                                             |
| -- | -------------- | ---------------------------------------------------------- | -------------- | ---- | ---- | ------------------------------------------------ |
| 1  | 2002年4月17日  | デブレツェン・オラーフ・ガーボル・ウトカイ・シュタディオン | ハンガリー     | 2–1  | 5–2  | 親善試合                                         |
| 2  | 2002年4月17日  | デブレツェン・オラーフ・ガーボル・ウトカイ・シュタディオン | ハンガリー     | 3–1  | 5–2  | 親善試合                                         |
| 3  | 2002年8月21日  | リガ・スコント・スタディオン                               | ラトビア       | 1–0  | 4–2  | 親善試合                                         |
| 4  | 2003年3月29日  | ミンスク・ディナモ・スタジアム                             | モルドバ       | 1–1  | 2–1  | UEFA EURO 2004予選・グループ3                    |
| 5  | 2003年4月30日  | タシュケント・パフタコール・マルカジイ・スタジアム         | ウズベキスタン | 2–1  | 2–1  | 親善試合                                         |
| 6  | 2004年9月8日   | オスロ・ウレヴォール・スタディオン                         | ノルウェー     | 1–1  | 1–1  | 2006 FIFAワールドカップ・ヨーロッパ予選グループ5 |
| 7  | 2004年10月9日  | ミンスク・ディナモ・スタジアム                             | モルドバ       | 2–0  | 4–0  | 2006 FIFAワールドカップ・ヨーロッパ予選グループ5 |
| 8  | 2005年9月7日   | ミンスク・ディナモ・スタジアム                             | イタリア       | 1–0  | 1–4  | 2006 FIFAワールドカップ・ヨーロッパ予選グループ5 |
| 9  | 2005年10月8日  | グラスゴー・ハムデン・パーク                               | スコットランド | 1–0  | 1–0  | 2006 FIFAワールドカップ・ヨーロッパ予選グループ5 |
| 10 | 2007年3月24日  | ルクセンブルク市スタッド・ヨジー・バーテル                 | ルクセンブルク | 2–0  | 2–1  | UEFA EURO 2008予選・グループG                    |
| 11 | 2007年11月17日 | ティラナ・ケマル・スタファ・スタジアム                     | アルバニア     | 2–2  | 4–2  | UEFA EURO 2008予選・グループG                    |
| 12 | 2007年11月17日 | ティラナ・ケマル・スタファ・スタジアム                     | アルバニア     | 3–2  | 4–2  | UEFA EURO 2008予選・グループG                    |
| 13 | 2008年3月26日  | ミンスク・ディナモ・スタジアム                             | トルコ         | 1–0  | 2–2  | 親善試合                                         |

## タイトル
BATEボリソフ
- ベラルーシ・プレミアリーグ: 1999

スポルティングCP
- スーペルタッサ・カンディド・デ・オリベイラ: 2002